# Love Is an Open Door
Love Is an Open Door é uma canção da Disney para o filme Frozen (2013), composta em 2012 pelo casal Kristen Anderson-Lopez e Robert Lopez.

## Sinopse
A canção foi escrita como um dueto do aparente amor entre Anna e Hans. Ela começa com Anna explicando sua solidão ao ser excluída da vida de Elsa, durante anos, com Hans prometendo nunca fechar a porta a ela. À medida que a noite avança, os dois encontram-se gradualmente compartilhando muitas coisas em comum, e para o fim da noite, Hans propõe a Anna que os dois se casem, e ela aceita.